# Barrios (Argentina)
Barrios es una localidad del departamento Yavi, en la provincia de Jujuy, Argentina.
Fiestas patronales
Las fiestas patronales se llevan a cabo el 19 de marzo de cada año en honor al patron San José, con la visita de residentes barreños dispersos en todo el país. Donde cada barreño concurre año tras año.
Las celebraciones Empiezan a partir del día 18 de marzo con la particular serenata y cuartedas frente a la capilla local. El día central es el 19 de marzo empieza con salva de bombas a las 7am y misa en la capilla del pueblo procesión por las calles principales a las 11 a. m. se dispone para al acto protocolar y desfile cívico militar a hs 1.30 pm almuerzo ofrecido por la comisión municipal de BARRIOS hs 3pm encuentro deportivos entre residentes y locales ,7 pm  cuarteada frente a la capilla cerrando la celebración.
https://commons.m.wikimedia.org/w/index.php?title=File:Localidad_de_BARRIOS_departamento_de_Yavi_en_%C3%A9poca_invernal.jpg&action=info

## Población
Cuenta con 192 habitantes (Indec, 2001), lo que representa un incremento del 182% frente a los 68 habitantes (Indec, 1991) del censo anterior.